# MÁV 492
A MÁV 492 sorozat egy keskenynyomtávú szertartályos gőzmozdonytípus volt a MÁV-nál, valamint az erdei és gazdasági vasutaknál.

## Története
A MÁVAG 85 gyári szerkezetszámú mozdonya a gyenge felépítményű pályákra készült 4,4 t tengelynyomással. A mozdony szerkezetileg megegyezett a MÁVAG 70 szerkezetszámú mozdonyával, csak csökkentett kazán-, rostély- és hajtási méretekkel a súlycsökkentés miatt. A mozdonyokat a MÁV a XXIe osztályba sorolta, majd 1911-től a 492 sorozatba kerültek.
A mozdony sík terepen, 170 tonnás vonatot 20 km/h, 25 ‰ emelkedésű pályán 55 tonnást 10 km/h sebességgel volt képes vontatni. Jó minőségű szénnel 220 LE volt a teljesítménye.
A szakirodalomban különböző információk találunk a gyártott mozdonyok számáról. Az ’’Ungarische Lokomotiven und Triebwagen’’ nyolc mozdonyt említ, melyek a Nagyszeben-Segesvár keskenynyomtávú hálózaton üzemeltek. További források még 18 mozdonyról beszélnek. A kisvasut.hu járműadatbázisa 86 példányról közöl életút-adatokat. Ebben benne vannak az eredetileg a MÁV-kezelésű vasutak, az erdei és gazdasági vasutak részére kiszállított példányok is.
Az első világháború után a trianoni békeszerződés következtében az elsősorban hegyi pályák tehervonati szolgálatára alkalmas mozdonyok közül a megmaradtak többnyire bányavasutaknál szolgáltak tovább.
A MÁVAG 85 gyári típusú mozdonyából Magyarországon egyetlen darab maradt fenn, ez a Nagycenki Széchenyi Múzeumvasútnál teljesít nosztalgiaüzemi szolgálatot András néven. Erdélyben 1 (764,243), a Felvidéken még 1 üzemképes példány található, valamint Liptóújváron (Pribilinán), a kisvasúti járműgyűjteményben található még 2 db.

## Fordítás
- Ez a szócikk részben vagy egészben  a   MÁV XXIe című német Wikipédia-szócikk fordításán alapul.  Az eredeti cikk szerkesztőit annak laptörténete sorolja fel. Ez a jelzés csupán a megfogalmazás eredetét és a szerzői jogokat jelzi, nem szolgál a cikkben szereplő információk forrásmegjelöléseként.